# 昌平站 (北京地铁)
昌平站是一个位于中国北京市昌平区城北街道政府街、鼓楼南街交叉口，属于北京地铁昌平线的地铁车站。该站于2015年12月26日随昌平线二期开通而投入使用。

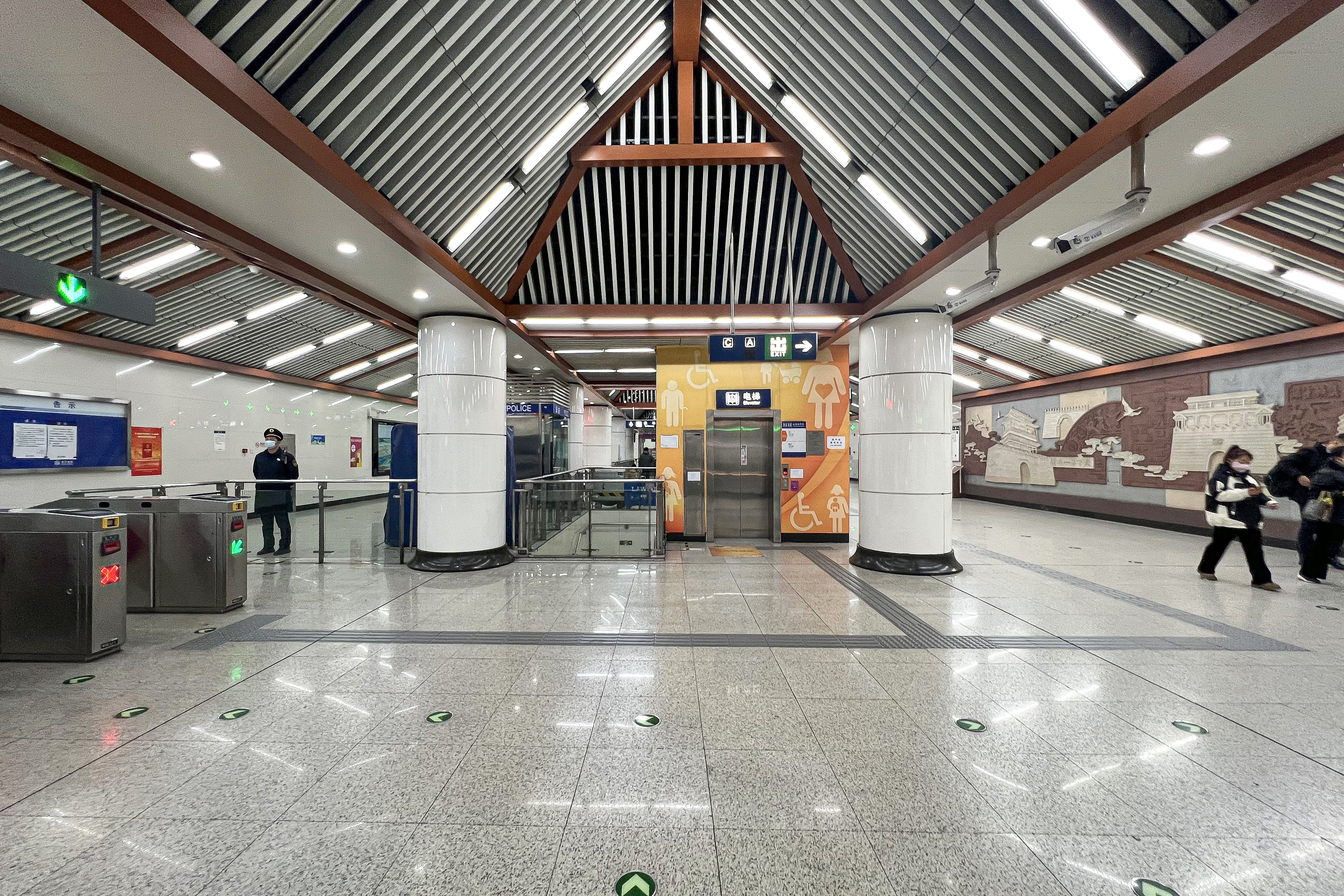
昌平站站厅（2023年11月摄）

## 概况
车站位于北京市昌平区城北街道，政府街（东西向）与鼓楼南街（南北向）交汇处，大致呈东西走向布置。车站因位于昌平老城区中心地带而得名。

## 结构
车站为地下二层三跨车站，地下一层为站厅层，地下二层为站台层。岛式站台布置，中部有2组通向站厅的扶梯。昌平站是昌平线二期全线唯一采用暗挖施工的车站。车站主体结构长243.8米，标准段结构宽21.1米，底板埋深约22.4米，拱顶覆土约7.4米。

### 站台结构图

站台全景图（2017年9月摄）

| 地面 |                    | 出入口                             |  |  |
| B1层 | 昌平线站厅         | 客服中心、自动售票机、进出站闸机   |  |  |
| B2层 |                    | 昌平线 往昌平西山口 （十三陵景区） |  |  |
|      | 岛式站台，左侧开门 |                                    |  |  |
|      |                    | 昌平线 往蓟门桥 （昌平东关）       |  |  |

## 出入口

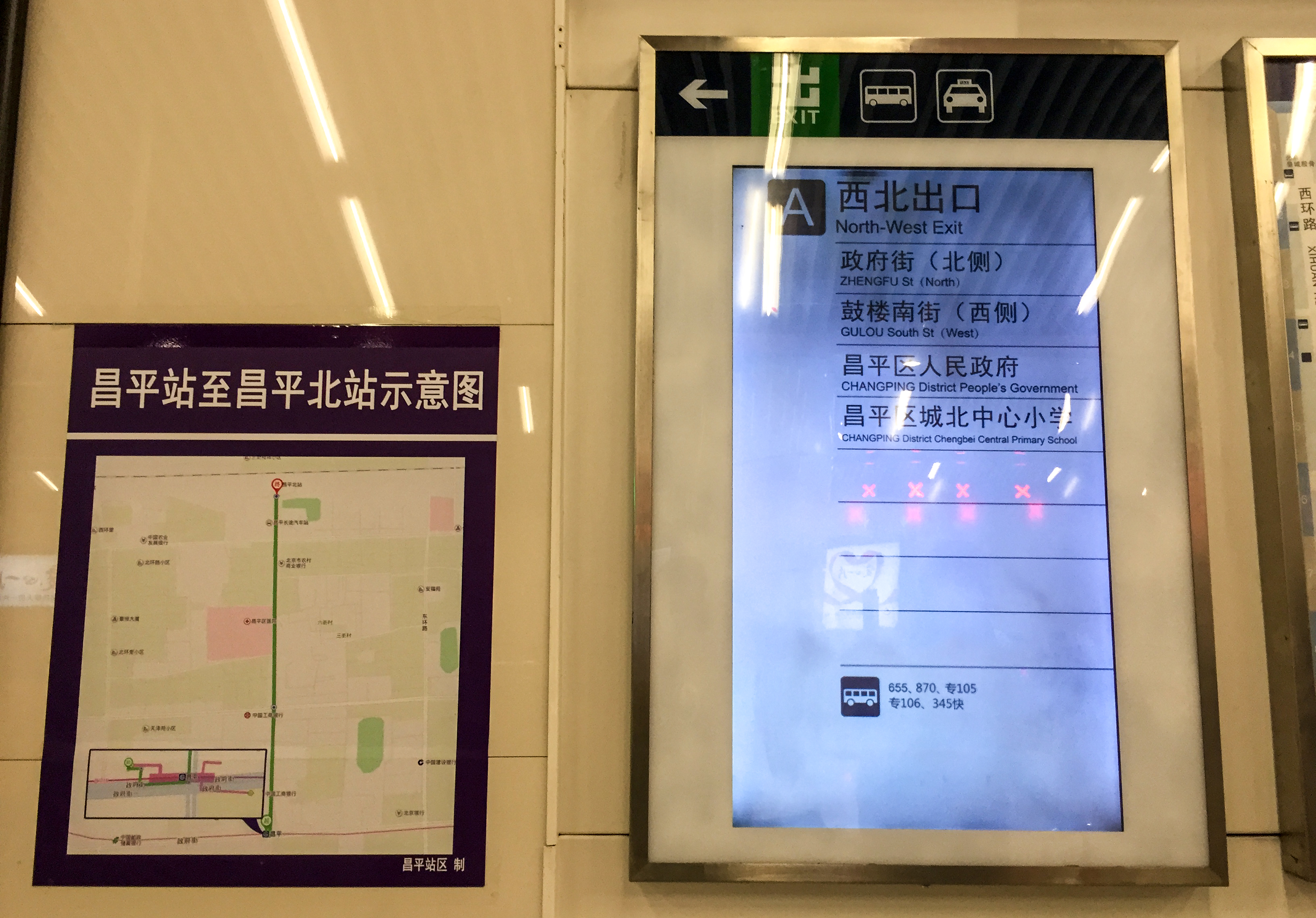
站厅内的出入口导向牌旁贴有本站至昌平北站的导向图

车站共有3个出入口，直梯位于C口，但目前仅开放A、C两个出入口，B口为预留出口。
|                       |        |                                                                                 |      |            |
| 编号                  | 指示   | 建议前往的目的地                                                                | 照片 | 无障碍设施 |
| 出口 · A              | 政府街 | 政府街（北侧）、鼓楼南街（西侧）、昌平区人民政府、昌平区城北中心小学、 昌平北站 |      | 不適用     |
| 出口 · C · 升降机标志 | 政府街 | 政府街（南侧）、鼓楼南街（东侧）、昌平公园                                      |      |            |
| 註： 設有             |        |                                                                                 |      |            |

## 车站周边

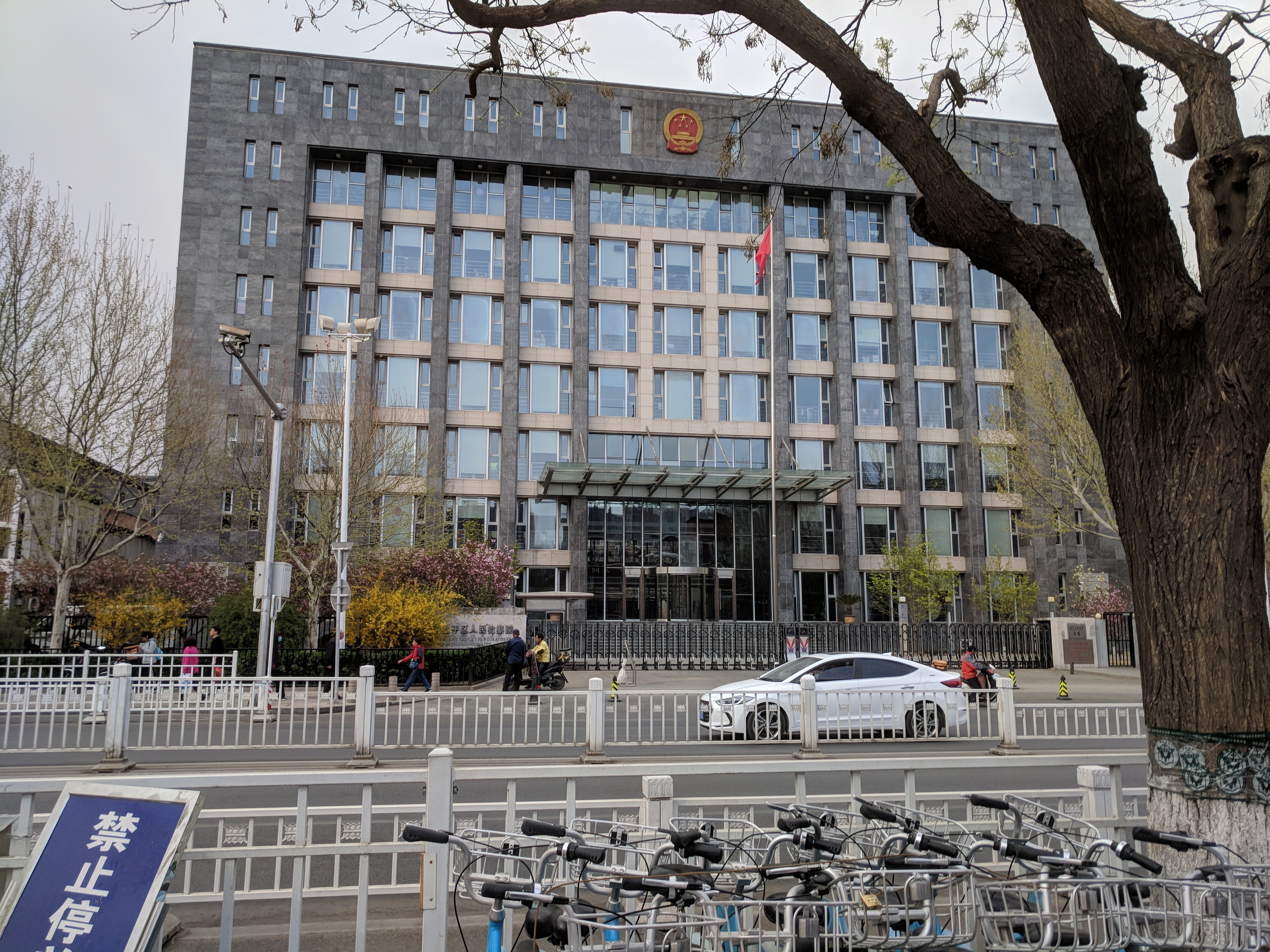
昌平区人民检察院

- 北京市昌平区人民政府
- 北京市昌平区人民检察院
- 北京市昌平区第二中学